# Seoul-World-Cup-Stadion
Das Seoul-World-Cup-Stadion (koreanisch: 서울월드컵경기장) ist ein Fußballstadion in der südkoreanischen Hauptstadt Seoul.

## Geschichte
Die im November 2001 eröffnete Arena ist mit einem Fassungsvermögen von 66.806 Zuschauern, alles Sitzplätze, nach dem Olympiastadion Seoul das zweitgrößte Stadion des Landes. Seit 2004 ist es die Spielstätte des FC Seoul.
Zu den 66.704 Plätzen gehören 806 V.I.P.-Sitze, 754 Plätze der Pressetribüne sowie die Plätze der 75 V.I.P.-Logen. Das Dach überspannt 90 Prozent der Tribünenplätze. Insgesamt stehen im und um das Stadion 3.601 Parkplätze zur Verfügung. Das Stadion hat im Inneren eine Gesamtfläche von 155.674 Quadratmeter. Der höchste Punkt des Stadions liegt bei 49,6 Meter. Seit der WM 2002 entwickelte sich das Seoul-World-Cup-Stadion, neben dem Fußball, zu einem Sport-, Kultur- und Einkaufskomplex.
Die Baukosten von rund 180 Millionen Euro machen es zum drittteuersten der zehn südkoreanischen WM-Stadien – alle zehn japanischen Arenen waren dagegen teurer.
Am 19. Oktober 2014 fand das Finalspiel der World Championship des Computerspiels League of Legends statt.
Am 11. August 2023 fand die Closing Ceremony des 25th World Scout Jamboree der weltweiten Pfadfinderbewegung WOSM im Stadion statt.

## Spiele der Fußball-Weltmeisterschaft 2002 in Seoul
Bei der Fußball-Weltmeisterschaft 2002 fanden dort, wie in fast allen der 20 WM-Stadien, drei Spiele statt, darunter das Eröffnungsspiel zwischen Senegal und Frankreich und das Halbfinale zwischen Deutschland und Südkorea.

### Gruppenspiele
- 31. Mai 2002:  Frankreich –  Senegal 0:1 (0:1)
- 13. Juni 2002:  Türkei –  China 3:0 (2:0)

### Halbfinale
- 25. Juni 2002:  Deutschland –  Südkorea 1:0 (0:0)